# Gruppenpsychotherapie

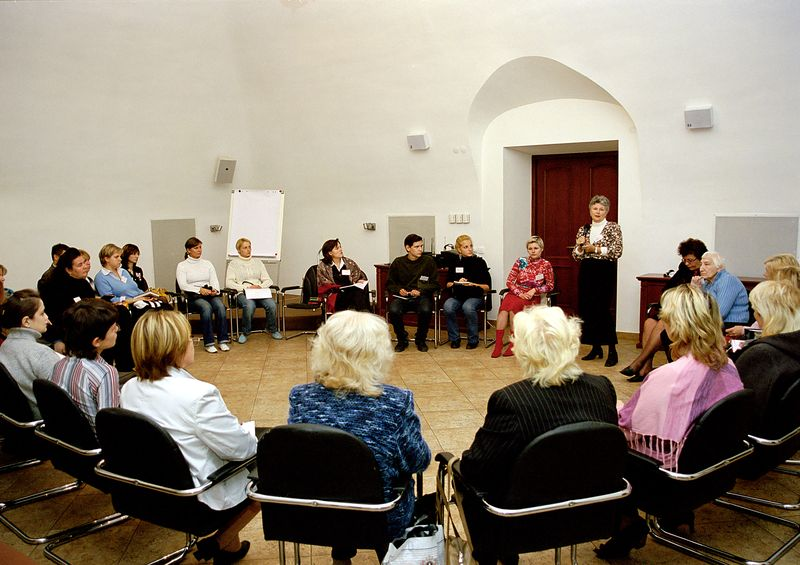
Psychotherapeutische Gruppensitzung

Gruppenpsychotherapie nutzt die in einer Gruppe auftretenden speziellen Gruppenphänomene (Gruppendynamik, Übertragung, Gegenübertragung) für die Psychotherapie, indem mehrere Patienten in der Gruppe behandelt werden.

## Geschichte
Der Begriff „Gruppenpsychotherapie“ wurde zum ersten Mal in den frühen 1940er Jahren von Jacob Levy Moreno, dem Begründer des Psychodramas, verwendet. Der Begriff „Group Analysis“ (‚Gruppenanalyse‘) stammt von Trigant Burrow.
1905 arbeitete Josef H. Pratt auf einer Tuberkulosestation mit Gruppen, in den 1920er-Jahren die Analytiker Paul Schilder, Alfred Adler, August Aichhorn, Siegfried Bernfeld, auch Lazell. Marsh und Wender unternahmen ebenfalls Versuche mit Gruppen. 1921 entwickelte Moreno in Wien das Stegreifspiel, und Freud schrieb Massenpsychologie und Ich-Analyse. Aus Kostengründen arbeitete man damals mit Gruppen von 30 bis 200 Teilnehmern. 1923 bis 1926 publizierte Burrow über kollektive Phänomene in Gruppen. Die Motive dieser Entwicklung waren der Wunsch, den Einfluss der Gruppe und der Gesellschaft auf den Patienten zu verstehen sowie die Notwendigkeit, viele Patienten gleichzeitig zu behandeln.
Jacob Levy Moreno und Samuel Slavson in New York, Wilfred Bion und S. H. Foulkes am Northfield Military Hospital in England haben in den Jahren des Zweiten Weltkrieges die Gruppenpsychotherapie formal und institutionell etabliert.
In den 1960er- bis 1980er-Jahren wurde sie durch Michael Balint in London, Raymond Battegay in Basel, Raoul Schindler in Wien, Fritz Perls und Carl Rogers in New York, Josef Rattner in Berlin, Alice Ricciardi in Rom, Horst Eberhard Richter in Gießen und Annelise Heigl-Evers in Göttingen weiterentwickelt.
Vertreter der Gruppenanalyse im deutschen Sprachraum heute sind – in Österreich – Friedl Kubelka, Felix de Mendelssohn, Alfred Pritz, Josef Shaked und Elisabeth Vykoukal sowie – in Deutschland – Mohammad Ebrahim Ardjomandi, Angelika Berghaus, Rolf Haubl, Michael Hayne, Margarethe Seidl, Volker Tschuschke und Ursula Volz.

## Kategorien
Grob lassen sich folgende Gruppentherapien unterscheiden:
- Gruppentherapien, deren Ziel es ist, die „Persönlichkeitsstruktur“ der Teilnehmer durch freies Assoziieren zu erkennen und mit Hilfe der Deutungen des Psychotherapeuten bewusst zu verändern (gruppenanalytischer Ansatz). Hier sind die individuellen Probleme der Gruppenmitglieder Gegenstand einer gemeinsamen Suche nach den Ursachen.
- Gruppentherapien mit dem Ziel, das Verhalten der Teilnehmer zu verändern (verhaltenstherapeutischer Ansatz). Hier ist die Gruppe ein soziales Erfahrungsfeld (wie im Alltag), in dem der Patient sein Verhalten – unter geschützten Bedingungen und Anleitung – verändern und einüben kann.
- Gruppentherapien, bei denen die Interaktion zwischen den Gruppenmitgliedern im Mittelpunkt steht (Familien- und Paartherapie).
- Personenzentrierte Gruppentherapie, bei der die Gruppenmitglieder die „Bedingungen ihrer Existenz“ reflektieren (klientenzentrierte Therapie).

## Methodik und Wirkung
Je nach Schule haben drei Sichtweisen einen besonderen Schwerpunkt und ergänzen einander:
1. Die Therapie des Einzelnen in der Gruppe, die Teilnehmer sind Beobachter
2. Die Therapie des Einzelnen durch die Gruppe, die Teilnehmer sind Co-Therapeuten, die Gruppe ist ein therapeutisches Element
3. Die Therapie der Gruppe, die Gruppe ist selbst Ziel der Beobachtung und der Veränderung

Die Gruppe soll als Abbild der Gesellschaft jedes Teilnehmers wirken. Die Grundlage ist oft ein tiefenpsychologisches Konzept, ergänzt mit Erkenntnissen aus der Sozialpsychologie und der Gruppendynamik. Der Gruppe wird kein Thema vorgegeben. Die Teilnehmer sprechen über das, was sie gerade beschäftigt, und teilen Einfälle und Phantasien möglichst frei mit. Der Therapeut verhält sich wohlwollend, neutral und abstinent. Dadurch entsteht zunächst eine unstrukturierte Situation, in der Teilnehmer zum Beispiel Beziehungserfahrungen aus ihrer Kindheit und die damit verbundenen Gefühle wiedererleben können (Übertragung). Die freigesetzten abgewehrten Stimmungen und Energien sollen neu und hilfreich eingesetzt werden.
Die wichtigsten Wirkfaktoren sind (in dieser Reihenfolge): die Katharsis (als Ausdruck von Gefühlen), der emotionale Zusammenhalt in der Gruppe und das gemeinsame zwischenmenschliche Lernen. Als erfolgreich werden die Teilnehmer gesehen, die in der Gruppe zu anderen Beziehungen aufnehmen, sich selbst den anderen gegenüber öffnen, anderen Feedback geben und selbst Feedback erhalten und auch annehmen.
Für den Therapeuten ist die Komplexität der Übertragung und Gegenübertragungen der Teilnehmer untereinander, auf den Leiter und umgekehrt eine große fachliche und persönliche Herausforderung. Er arbeitet mit dem Aufdecken von Verdrängtem und psychologischem Widerstand, mit dem Mittel der Analyse von Übertragung und Gegenübertragung. Intragruppenkonflikte können dabei als Spiegelung innerpsychischer Konflikte des Einzelnen verstanden werden sowie als Widerspiegelung der alltäglichen Konflikte der einzelnen Gruppenmitglieder mit ihrem familiären und sozialen Umfeld. Einsicht und Ich-Stärkung in der Begegnung mit anderen sollen neue emotionale Erfahrungen, unmittelbare Beziehungen und eine neue Sicht der Welt ermöglichen.

## Gruppengröße und Setting
In der Regel wird eine Gruppengröße von sieben bis zwölf Personen als ideal angesehen. Vier Teilnehmer gelten als Minimum. Die Gruppenmitglieder sitzen – ohne Tisch – im Kreis, so dass sich alle in die Augen sehen können. Hinzu kommen ein oder manchmal auch zwei Therapeuten. In Ausbildungsgruppen ist fallweise auch ein Beobachter anwesend, der nicht am Gruppengeschehen teilnimmt.
Jedes Treffen dauert anderthalb bis zwei Stunden. In der Regel gibt es kein Programm oder vorformuliertes Ziel. Die Gruppenmitglieder initiieren und bestimmen durch ihre Beiträge den Verlauf des Gesprächs. Je nach Gruppenleiter steht entweder ein Teilnehmer im Zentrum der Aufmerksamkeit, alle anderen lernen durch Beobachtungslernen und durch teilnehmende Beobachtung, oder ein Thema wird multifokal diskutiert. In der analytischen Gruppenpsychotherapie ist einerseits die freie Assoziation der Teilnehmer wichtig, andererseits die Deutungskraft des Therapeuten. Der Therapeut kann eine weitgehend passive Haltung einnehmen, aber auch aktiv in das Geschehen eingreifen. Seine wichtigste Aufgabe ist es, die unbewusste Kommunikation der Mitglieder untereinander und die Widerstände der Einzelnen gegen Veränderungen zu beobachten und zu deuten. Seine Rolle und seine Reaktionen sind zudem abhängig von der zugrunde liegenden Therapieform (siehe unten: die verschiedenen Schulen).

## Großgruppentherapie
In der Großgruppe werden Patienten in Gruppen mit bis 200 Teilnehmern behandelt, meistens jedoch 30 bis 80. Die Sitzungen sollen von einem erfahrenen Therapeuten geleitet werden. Entwickelt wurde die Großgruppentherapie ursprünglich, weil für zu viele Patienten zu wenig Therapeuten zur Verfügung standen. Sie hat sich jedoch fallweise im klinischen Setting etablieren können, auch für die Behandlung schwerer Störungen, wie Psychosen und Persönlichkeitsstörungen, andererseits konnte sie – als (seriöse) Alternative – im Rahmen der Selbsterfahrungswelle nach 1968 Ansehen gewinnen. Gearbeitet wird entweder klassisch nach Bion und Foulkes oder nach Alfred Adler, für den die Bildung eines Gemeinschaftsgefühls als Basis zur Lösung der Lebensaufgaben Arbeit – Liebe – Gemeinschaft wesentlich war.
Ein bedeutender Großgruppenleiter im deutschen Sprachraum war Josef Shaked. Er lebte in Wien und arbeitete auch in der internationalen Arbeitsgemeinschaft für Gruppenanalyse. Bekannt waren die verstorbenen Friedrich Liebling (Zürich), Felix de Mendelssohn und Josef Rattner (Berlin).
Aspekte der Großgruppentherapie werden auch genutzt in Plenums-Veranstaltungen in der Therapeutischen Gemeinschaft, beispielsweise in psychosomatischen Kliniken.

## Offene und geschlossene Gruppen
In einer geschlossenen Gruppe bleibt die Zusammensetzung der Teilnehmer von der ersten bis zur letzten Sitzung gleich, während bei offenen Gruppen die Teilnehmer im Verlauf der Gruppe wechseln. Wechseln die Teilnehmer in größeren oder zuvor festgelegten Abständen, so wird auch von halboffenen Gruppen gesprochen. Die Wahl der Gruppenform ist häufig von organisatorischen Rahmenbedingungen des stationären oder ambulanten Settings abhängig.

## Die verschiedenen Schulen
Eine Reihe von psychotherapeutischen Schulen befasst sich mit der Arbeit in Gruppen. Neben den hier ausführlich beschriebenen Richtungen sind dies auch:
- Gruppendynamik
- Klientenzentrierte Psychotherapie
- Systemische Therapie
- Transaktionsanalyse
- Verhaltenstherapie
- Schematherapie
- Dynamische Psychiatrie
- Psychotherapie mit Psychedelika

### Dynamische Gruppenpsychotherapie
Die Entwicklung der Methode Dynamische Gruppenpsychotherapie (DG) ist eng verbunden mit Raoul Schindler. Sein Interesse galt dem Studium der Gruppendynamik von Familienstrukturen und Gesellschaftsformen im Hinblick auf krankmachende oder die Gesundheit fördernde Wirkung. In der klinischen Arbeit mit psychotischen Patienten entwickelte Schindler die Bifokale Gruppen- und Familientherapie (1952), sowie das Modell der Rangdynamik (1956). Aus dieser Verbindung sozial- und tiefenpsychologischer Theorien entstand ein eigenständiges, interpersonelles psychotherapeutisches Verfahren, die Dynamische Gruppenpsychotherapie. Inhaltliche Bezüge finden sich zu anderen psychodynamisch, interaktionell ausgerichteten Gruppenmethoden.

### Psychodrama
Jacob Levy Moreno entwickelte das Psychodrama als „Therapie in der Gruppe mit der Gruppe für die Gruppe“ und verband die Gruppenpsychotherapie mit der Soziometrie und dem Stegreifspiel. Der Klient (Protagonist) gestaltet als Hauptdarsteller des psychodramatischen Spiels im „Hier und Jetzt“ einer Psychodrama-Bühne sein therapeutisches Thema. Bekannte Elemente sind das Doppeln, das Sharing und das Feedback. Ziel des Psychodramas ist die Aktivierung von Spontaneität, Kreativität und Integration. Durch konstruktives und spontanes Handeln soll der Protagonist für eine neue oder bereits bekannte Situation eine neue, angemessene Reaktion finden.

### Gruppenanalyse
Psychoanalyse in der Gruppe
Samuel Slavson analysierte den Einzelnen in der Gruppe. Ein „sozialer Hunger“ kann demnach nur in der Gruppe gestillt werden. Sein Ziel war die Stärkung des „Ich“ gegenüber dem „Es“ und dem „Über-Ich“. Dabei nutzte er die unstrukturierte Gruppensituation, um mittels Deutung traumatische Erinnerungen zu wecken und über deren Ausdruck (Katharsis) in Gegenwart Dritter Mitgefühl zu erfahren. Der Analytiker ist der entscheidende Wirkfaktor.
Klassische Gruppenanalyse
Wilfred Bion entwickelte einen soziotechnischen Systemansatz einer „führerlosen Gruppe“ (siehe auch: Gruppendynamik). Jeder Mensch wird als Mitglied einer Gruppe gesehen, der nur in der Gruppe seine Fähigkeiten verwirklichen kann. Er betrachtet die therapeutische „Gruppe als Einheit“, wie ein Individuum als etwas Ganzes. Die „analytische Diade“ besteht also nicht aus Therapeut und Klient, sondern aus Therapeut und Gruppe. Der Gruppenanalytiker ist als „Nicht-Mitglied“ das zentrale Objekt für die Übertragungen der Teilnehmer. Er richtet als „Anwalt der Realität“ seine Deutungen immer auf die Gruppe als Ganzes und speziell auf die Einstellungen zu Abhängigkeit, Kampf, Flucht und Paarbildung. Diese Einstellungen werden als Wünsche gesehen, die den Verlauf und die Arbeitsfähigkeit einer Gruppe prägen. Betrachtet wird immer das „Hier-und-Jetzt“. Ziel ist die „Arbeitsfähigkeit“, also Realitätsbezug, Zeitbezug, Verstehen der Zusammenhänge, kooperatives Handeln und das bewusste Gespräch. Dazu wird versucht den Zusammenhalt in der Gruppe zu stärken und die Abwehr gegen ursprüngliche Ängste und eine Abhängigkeit von einem idealen Führer zu verringern.
Analytische Gruppentherapie
Foulkes betrachtet die Gruppe als Netzwerk von Beziehungen. Der Gruppenanalytiker ist ein Gruppenmitglied mit besonderer Funktion. Er definiert den Menschen durch die Gruppe, in der er lebt, und durch die Gemeinschaft, der er angehört. Alle Kräfte in einer Gruppe bilden eine „Gruppenmatrix“. Die Gruppe ist demnach mehr als die Summe ihrer Mitglieder. Psychische Störungen wurzeln nach Foulkes in einer Störung der Kommunikation, der Entfremdung von der Gemeinschaft, und sind immer auch Ausdruck einer Störung in der Herkunftsfamilie. In der therapeutischen Gruppe versuche der Einzelne genau diese gestörte Situation wiederherzustellen (Wiederholungszwang als Widerstand gegen Erkenntnis und Veränderung). Die Gruppe soll diesem Abwehrmechanismus durch Analyse und Konfrontation entgegenwirken. Über einen Weg vom Symptom über den Konflikt zur Konfliktlösung soll ein „Ich-Training in der Gruppe“ den Einzelnen zu seiner „wahren Identität“ gelangen lassen. Der Teilnehmer soll mit den anderen seine tiefsten Sorgen teilen und dadurch die anderen als in der gleichen Situation wie er erfahren, dadurch soll sich seine Isolation auflösen und er soll sich geborgen fühlen. Wie in einem Spiegel soll er seine Situation in der der anderen erkennen und sich und die anderen verstehen lernen. Je stärker die Gruppenkohäsion, desto leichter ist es immer tiefer zu gehen und auch untereinander Konflikte auszutragen. Dadurch soll ein großes Vertrauen und eine persönliche Stärke entstehen. Die Hauptarbeit soll von den Gruppenmitgliedern selbst geleistet werden, der Therapeut versteht sich als Dirigent. Er interveniert, wenn die Gruppe sich (seiner Ansicht nach) nicht weiter entwickelt und deutet die Lebensgeschichte des Einzelnen und auch die Prozesse in der Gruppe, die als Inszenierung der kollektiven Phantasien verstanden werden.
Göttinger Modell
Heigl und Heigl-Evers entwickelten das Göttinger Modell für Ich-schwache, schwer gestörte Patienten. Der Gruppenprozess soll dem Einzelnen in drei Stufen Einsicht in seine Konfliktstruktur vermitteln.
1. Psychoanalytisch-interaktionelle Therapie: Vom Therapeuten geht ein positives Beziehungsangebot aus. Es wird stützend im Hier-und-Jetzt gearbeitet, der Klient bekommt keine Deutungen und nur wenig Konfrontation. Zunächst ist sein Ziel, Vertrauen zu schaffen.
2. Psychoanalytisch orientierte Therapie: Arbeitet mit weniger Strukturierung, etwas mehr Konfrontation und abstinent stützend. Frühkindliche Abhängigkeiten von den Eltern sollen dabei reduziert werden.
3. Analytische Therapie: Der Therapeut verhält sich abstinent und fördert dadurch die Regression, durch Deutungen werden die Ich-Defizite verdeutlicht und durch Nachreifung soll Autonomie ermöglicht werden.

### Gestalttherapie
Fritz Perls entwickelte – aus der „Einzelarbeit vor der Gruppe“ zum Zwecke der Demonstration – die Gestaltgruppe. Die Gruppe wird als Energieverstärker benutzt und die Beziehungsdynamik der Teilnehmer wird untereinander zum Thema gemacht. Bekannte Elemente sind der heiße Stuhl und das Feedback. Kontaktstörung, Gewahrsein, dialogisches Prinzip und der Umgang mit Aggressionen sind Schlüsselelemente. Eine Sitzung endet mit einem Sharing, in dem die Teilnehmer einander Feedback geben. Ziel ist die Herstellung von Kontakt durch Gewahrsein seiner selbst und der anderen.

### Casriel-Gruppe
Daniel Casriel entwickelte die nach ihm benannte kathartische Casriel-Therapie. Durch die Erfahrung von emotionaler Offenheit, verbunden mit körperlicher Nähe zu einem anderen Menschen, sollen frühe Verletzungen wieder aktiviert, und die damit verbundenen Gefühle, negativen Einstellungen, körperlichen Blockierungen und zerstörerischen Verhaltensmuster durchgearbeitet und gelöst werden.

### Therapeutische Gemeinschaft
Eine Verknüpfung verschiedener Gruppentherapieformen soll gegenseitiges Lernen und soziale Verantwortung fördern. Die Selbstorganisation des Alltagslebens soll als ein Lern- und Übungsfeld dienen, um in einem geschützten Rahmen durch emotionale Neuerfahrungen emotionale Muster sowie Denk- und Verhaltensmuster zu verändern. Das Zusammenleben in der Gemeinschaft soll eine sichere und zur Veränderung ermutigende Atmosphäre schaffen. Dazu gehört der Austausch unter Betroffenen über gefundene Lösungswege, sowie auf den anderen zu reagieren, seine eigenen Wahrnehmungen und emotionalen Reaktionen auf dessen Verhalten ernst zu nehmen und dem anderen mitzuteilen, und sich so gegenseitig im Genesungsprozess zu unterstützen. Wesentlich sind klare Strukturen und verbindliche Absprachen und Regeln. Die Gruppen treffen sich mehrmals die Woche zu so genannten Komitees und außerdem zu einer Vollversammlung.
Die therapeutische Gemeinschaft soll ein System gegenseitiger Unterstützung bieten und ist ein wesentlicher Bestandteil im Konzept milieu- und soziotherapeutischer Arbeit. Die Beteiligung der Patienten an der Organisation und der Gestaltung der Abläufe in der Klinik fördert auch die Fähigkeit zur Bewältigung lebenspraktischer Aufgaben. Die Therapeutische Gemeinschaft ist in psychosomatischen Kliniken und Sucht-Kliniken verbreitet.

## Verwandte Methoden
Die folgenden Methoden und Gruppenformen werden nicht zur klassischen Gruppenpsychotherapie gezählt, wobei es bei manchen durchaus fließende Übergänge gibt.
- Selbsterfahrungsgruppen und Encountergruppen sollen Lernen über das eigene Verhalten in der Gruppe eröffnen.
- Die T-Groups der Gruppendynamik haben oft therapeutischen Charakter, wie auch die Großgruppen des Organisations-Laboratoriums.
- Als Grupo Operativo wird eine analytische Gruppentechnik bezeichnet, die von Enrique Pichón-Rivière für Jugendliche entwickelt wurde. Er gab ihnen die Möglichkeit, sich selbst zu betreuen.
- Auch in Selbsthilfegruppen unterstützen sich Betroffene gegenseitig. A-Gruppen nach dem Zwölf-Schritte-Programm werden manchmal vorbereitend, begleitend und nachsorgend-stabilisierend parallel zur Therapie eingesetzt.
- Psychoedukation bedeutet Schulung psychisch Kranker, oft gemeinsam mit den Angehörigen, damit sie Krankheit und Behandlung besser verstehen. Erfahrungsaustausch und Hilfe zur Selbsthilfe sind wesentliche Inhalte.
- Trainings- und Übungsgruppen zur Stress- oder Angstbewältigung, zu Kommunikations- und Selbstsicherheitstraining folgen oft einem vorgegebenen Ablauf mit klar strukturierten verhaltenstherapeutischen Übungen nach einem Manual.
- Gruppensupervision und analytische Balint-Gruppen behandeln die Beziehungen von Therapeuten, Pädagogen und anderer psychosozialer Berufe zu Klienten und Patienten. Sie sind zentriert auf die berufliche Kompetenz. Sie finden aber fast immer ohne Beteiligung der Patienten statt.
- Indikationsgruppen haben eine klare Zielsetzung – zum Beispiel Depressionsbewältigung oder Raucherentwöhnung – oder schränken den Kreis möglicher Teilnehmer – altersmäßig oder auf ein bestimmtes Krankheitsbild – ein. Sie sind zumeist verhaltenstherapeutisch orientiert.

## Ausbildung des Gruppentherapeuten
Jede Schule hat ihr eigenes Ausbildungskonzept. Dabei unterscheiden sich die Zugangsvoraussetzungen je nach Land und Psychotherapiegesetz. In einigen Ländern ist eine vorausgehende Ausbildung in einem einzeltherapeutischen Verfahren vorgeschrieben. Allen gemeinsam ist intensive Selbsterfahrung in der Gruppe, Arbeit als Co-Therapeut und als Therapeut unter Supervision.
In Österreich werden – für die Eintragung in der Psychotherapeutenliste des Bundesministeriums für Gesundheit – gefordert:
- das Psychotherapeutische Propädeutikum (765 Stunden Theorie, 480 Stunden Praktikum, 20 Stunden Supervision und 50 Stunden Selbsterfahrung), sowie anschließend daran
- das Fachspezifikum mit 300 Stunden Theorie, mindestens 200 Stunden Selbsterfahrung, 550 Stunden Praktikum mit 30 Stunden Praxissupervision, weitere 100 Stunden je nach Schwerpunktbildung der Methode und folgende
- Praxis: 600 Stunden therapeutische Arbeit und 120 Stunden Supervision.

Ein Zertifikat der Internationalen Arbeitsgemeinschaft für Gruppenanalyse kann nach zehnmaliger Teilnahme am zehntägigen Fortbildungs-Workshop erworben werden – viermal als Teilnehmer, dreimal als Beobachter, dreimal als Co-Leiter. Außerdem sind in der ersten Studienphase zwei theoretische Referate und zwei Supervisionsfälle zu präsentieren sowie zwei Aufnahmegespräche zu führen.
Für die Ausbildung von Gruppenpsychotherapeuten, Supervisoren und Gruppendynamikern ist die Teilnahme an Selbsterfahrung Zulassungsbedingung. In Selbsterfahrungsgruppen gibt es stets fließende Übergänge zu den verschiedenen Formen der Gruppenpsychotherapie (analytisch, klientenzentriert, gestalttherapeutisch, gruppendynamisch).

## Lage in Deutschland
In Deutschland sind (Stand 2020) etwa 8500 Psychotherapeuten zur ambulanten Psychotherapie im kassenärztlichen Versorgungssystem zugelassen. Lediglich rund 300 Psychotherapeuten davon bieten tatsächlich Gruppenpsychotherapie an. Ab 2019 untersucht die BARGRU-Studie durch Gereon Heuft, warum Gruppenpsychotherapie „nur eine marginale Rolle spielt“.

## Verbände
Die Gruppenpsychotherapie und ihre Vertreter sind in der International Association for Group Psychotherapy (IAGP) und ihren Landesorganisationen organisiert.